# Felipe Acedo Colunga
Felipe Acedo Colunga (Palma de Majorque, 1896 - Madrid, 1965) était un juriste, militaire, aviateur et homme politique espagnol. 
Versé dans le Corps juridique militaire après ses études de droit, Acedo Colunga suivit parallèlement une formation d’aviateur et combattit dans la guerre du Rif comme pilote d’avion. Hostile au régime républicain instauré en 1931, membre de la Phalange, il prit part au putsch avorté de Sanjurjo en 1932. Condamné à la prison et destitué, mais rétabli dans ses fonctions à l’avènement du biennat noir (1933-1936), il joua un rôle de premier plan dans la répression judiciaire de la grève révolutionnaire de 1934 dans les Asturies. À l’éclatement de la Guerre civile en juillet 1936, il rallia le camp rebelle et présida, avec fanatisme idéologique, nombre de conseils de guerre dirigés contre des militaires et des civils restés fidèles à la république. Dans les années 1940 et 1950, il poursuivit sa carrière dans l’appareil judiciaire de l’armée, tout en faisant du droit aérien international son domaine de spécialité. Nommé gouverneur civil de la province de Barcelone (1951-1960), dans le sillage de la dure grève des transports publics de 1951, il mena une politique autoritaire, ne faisant aucune concession ni aux mouvements sociaux (ouvriers ou étudiants), ni au particularisme catalan.

## Biographie

### Formation et carrière dans les unités combattantes
Fils d’un militaire originaire d’Olvera, dans la province de Cadix, Acedo Colunga fit des études de droit, avant d’être admis dans le Corps juridique militaire et envoyé peu après à l’Auditorat de guerre dans les Canaries.
En 1917, il s’engagea dans l’aviation militaire et reçut en 1920 une affectation comme pilote jusqu’en 1932. En particulier, il fut versé en octobre 1920 dans la 1re escadrille Haviland à Melilla, dans la partie orientale du Protectorat du Maroc, auquel titre il participa aux combats de la guerre du Rif, intervenant comme appui aérien pour les opérations terrestres menées en vue de récupérer le territoire perdu à la suite du désastre d’Anoual de juillet 1921. Dans ce cadre, il accomplit un grand nombre de missions à l’hiver 1921 et au printemps et à l’été 1922.
En juillet 1923, le lieutenant Acedo Colunga fut muté du Corps juridique militaire vers le Service d’aviation et incorporé dans le groupe d’escadrilles de la province de Grenade. En novembre 1923, nommé secrétaire du commandant en chef des Forces aériennes du Maroc, il fut à nouveau appelé à effectuer jusqu’en décembre un grand nombre de missions de guerre au-dessus de la zone rebelle autochtone.
À partir d’octobre 1925, Acedo Colunga commença à se vouer officiellement à ce qui allait devenir son domaine de spécialité, à savoir le droit aéronautique. Il joua notamment un rôle de premier plan au sein de la représentation espagnole à la Conférence internationale de droit privé aérien de 1925 à Paris.

### Activité en métropole sous la république
Au lendemain de la proclamation de la Seconde République en avril 1931, et en vertu du décret promulgué ce même mois par le nouveau gouvernement républicain, Acedo Colunga jura sur l’honneur de servir fidèlement la République, puis fut réadmis de plein droit à la Direction de l’aéronautique du ministère de la Guerre.
Retourné en 1932 à l’escadre aérienne de Séville, Acedo Colunga prit part la même année au putsch (avorté) de Sanjurjo, où il s’empara du commandement de l’aérodrome de Tablada. Poursuivi en justice pour ces faits, il fut condamné à la disponibilité forcée, expulsé de l’aviation et transféré vers des prisons militaires de la province de Guadalajara pour y purger sa sentence. Mis en liberté provisoire, il fut finalement, à la faveur du scrutin qui avait porté au pouvoir la coalition radicale-cédiste, relaxé en avril 1933 du chef de rébellion militaire,.
Lors de la révolution ouvrière des Asturies d’octobre 1934, Acedo Colunga fut appelé à siéger au ministère public du Corps d’armée dépêché sur place pour réprimer la rébellion. Il était chargé de monter les dossiers d’accusation contre les chefs révolutionnaires, dont en particulier le dirigeant socialiste Ramón González Peña,.
Acedo Colunga avait entre-temps noué des contacts avec des partis politiques de la droite espagnole, et s’était en particulier affilié à a Phalange. L’avènement du Front populaire à la suite de sa victoire électorale au scrutin de février 1936 entraîna la suspension de Acedo Colunga comme conseiller juridique (Consejero Togado) à la Direction générale de l’aéronautique auprès du Conseil suprême de justice militaire et sa mise en disponiblité.

### Pendant la Guerre civile
Acedo Colunga, qui se trouvait à Gibraltar au moment du soulèvement militaire de juillet 1936, prit fait et cause pour les rebelles et, en compagnie du commandant Eleuterio Sánchez Rubio et de deux compatriotes majorquins, s’embarqua le lendemain sur un torpilleur, à bord duquel ils se rendirent à La Línea de la Concepción pour y combattre les troupes gouvernementales. Fin juillet de la même année, Acedo Colunga rallia les troupes franquistes à Séville et obtint un poste à l’Auditorat juridique, où il apporta durant les premiers mois du conflit son concours actif à la répression franquiste au titre d’accusateur public. Le 5 novembre 1936, nommé procureur en chef (fiscal jefe) de l’armée d’occupation, il fit route à Talavera de la Reina (dans la province de Tolède).
Acedo Colunga se mit en devoir d’éradiquer tout vestige de la législation républicaine et allait dans l’exercice de ses fonctions judiciaires ajuster strictement toutes ses décisions à cette prémisse, au préjudice des condamnés. Il accompagna les troupes franquistes tout au long du conflit, exerçant jusqu’à la fin de la Guerre civile son rôle de procureur dans toutes les localités conquises par les nationalistes et fut amené ainsi à participer à de nombreux conseils de guerre à procédure accélérée (procedimiento sumarísimo) contre des dirigeants républicains et contre des militaires et des civils restés loyaux à la République. Ce nouvel esprit fut imposé par Acedo Colunga à ses subordonnés dès les premiers mois de 1937, date à laquelle fut achevée la transition de la répression sous loi martiale vers les conseils de guerre par procédure sommaire d’urgence, lesquels fonctionnèrent pour la première fois en février 1937 à Malaga, en juin à Bilbao, en septembre à San Sebastián, puis à Santander et sur le front du Levant,,.
Le 28 mars 1939, après être entré dans Madrid avec les troupes nationalistes, il s’empara du palais de justice et du ministère public de celui-ci, exerçant à présent comme procureur en chef de l’armée du Centre. Il siégea aussi dans des conseils de guerre réunis dans le sud de l’Espagne, dont plus particulièrement les suivants : à Huelva, où il intervint dans le procès contre le gouverneur civil Diego Jiménez Castellano et contre les lieutenants-colonels Julio Orts Flor (de la Garde civile) et Alfonso López Vicencio (du Corps de carabiniers), exécutés publiquement le 4 août 1936, puis quelques jours plus tard contre l’avocat et député socialiste d’Huelva Juan Gutiérrez Prieto ; à Séville, contre le général Miguel Campins, exécuté le 16 août 1936, et contre le colonel Santiago Mateo Fernández, exécuté le 18 septembre ; et à Cadix, contre le gouverneur Mariano Zapico et plusieurs militaires loyaux à la République, pareillement exécutés.
Dans les mémoires du ministère public, qu’il rédigeait personnellement, Acedo Colunga décrivait comme suit la mission qu’il avait à accomplir :

« Il y a lieu de désinfecter au préalable le sol de la patrie. Et voilà l’œuvre — cauchemar et gloire — confiée par le hasard de l’affectation à la justice militaire. [...] Aujourd’hui, alors que le processus de notre décadence historique s’est interrompu en juillet 36 avec cet immense bûcher où tant de scories sont en train d’être éliminées, des problèmes surgissent d’une ampleur extraordinaire qui dépassent et franchissent toute limite. »

Le 15 janvier 1939, Acedo Colunga rédigea un rapport intitulé Memoria del fiscal del Ejército de Ocupación (littér. Mémoire du procureur de l’armée d’occupation), exposé détaillé des fondements idéologiques de la répression, qui jetait les bases des futures lois sur les Responsabilités politiques et sur la Répression de la franc-maçonnerie et du communisme. Dans ce document, qui conjuguait — selon l’historien Ángel Viñas — « la tradition de l’Inquisition espagnole et les principes fondamentaux du droit pénal nazi », Acedo Colunga plaidait pour l’extermination physique, morale et économique tant des criminels du camp républicain que de tous ceux qui professaient l’idéologie républicaine ou qui étaient francs-maçons, communistes ou anarchistes. Il soutenait que les tribunaux militaires devaient travailler sans pitié pour déblayer le terrain et laisser ainsi la voie libre à la création d’un État nouveau. Il arguait en outre qu’il ne fallait pas permettre une égalité de conditions pour la défense et l’accusation, et que les intentions présumées des accusés étaient aussi répréhensibles que leurs actions réelles. Le rapport enfin rend compte de l’activité développée par l’auditorat de guerre jusqu’à la fin de 1938, recensant, pour un total de 6 770 procès, 30 224 personnes passées en jugement, desquelles 3189 avaient été condamnées à mort.
Le 8 juillet 1939, Julián Besteiro fut traduit devant un conseil de guerre sous l’incrimination de « délit d’adhésion à la rébellion militaire ». Le procureur était le lieutenant-colonel Acedo Colunga qui, bien que reconnaissant que Besteiro était un homme honnête et innocent de quelque crime de sang que ce soit, requit contre lui la peine capitale ; son supposé crime était d’avoir œuvré pour un socialisme modéré, qui était aux yeux d’Alcedo beaucoup plus dangereux que le socialisme révolutionnaire et avait causé de grands dommages au pays.

### Dans l’après-guerre civile
Le 30 août 1939, après la création du ministère de l’Air, Acedo Colunga fut placé sous les ordres du général Juan Yagüe, alors ministre titulaire, puis nommé, en septembre de la même année, conseiller en chef au secrétariat dudit ministère. En 1940, il accéda à la fonction d’auditeur de division, et fut élevé en juin au grade de colonel. À l’été de la même année, il faisait partie d’une commission chargée de se rendre en Allemagne pour y visiter différents centres aéronautiques. L’année suivante, Acedo Colunga devint membre du Conseil central de rédemption des peines par le travail (en esp. Patronato Central de Redención de Penas por el Trabajo) et fut promu en 1942 au rang de général auditeur, siégeant désormais à la Chambre du Conseil suprême de justice militaire.
Parallèlement, il continuait à s’occuper de questions liées au droit aéronautique. En février 1945, il assista en qualité de représentant du ministère de l’Air à l’importante réunion convoquée au ministère des Affaires étrangères entre l’Espagne et les États-Unis en vue de conclure un protocole complémentaire à la convention aérienne signée entre les deux pays.
Acedo Colunga allait aussi siéger comme délégué du gouvernement dans la compagnie Telefónica, de 1947 jusqu’à sa mort en 1965,.

### Gouverneur civil de Barcelone (1951-1960)
Après la destitution du gouverneur civil de la province de Barcelone, Eduardo Baeza Alegría, coupable de n’avoir pas su rétablir l’ordre lors de la longue grève des transports publics de 1951 à Barcelone, le ministère de l’Intérieur nomma le général Acedo Colunga conseiller national et chef provincial du Mouvement national pour la province de Barcelone, et par là même — les deux fonctions allant alors nécessairement de pair — également gouverneur civil de ladite province, poste qu’il allait occuper du 17 mars 1951 jusqu’en 1960. L’investiture du nouveau gouverneur inaugura une période de relations tendues entre Acedo Colunga, hostile à toute expression de la langue et de la culture catalanes (quand même il permit la construction d’un monument au tambour d'El Bruc) et les forces politiques régionalistes et sociales de la province.
Acedo Colunga se signala par son habitude d’envoyer des notes à la presse, avec obligation de les publier, dans le but de prévenir toute critique de sa gestion. De cette attitude ombrageuse furent notamment victimes les journalistes Sempronio et Lluís Marsillach, qui s’étaient enhardis à critiquer quelques-uns de ses projets d’urbanisme. Cependant, il mena à bien quelques initiatives urbaines dans le Verdun et sur le passeig Marítim, et résolut de sanctionner plusieurs spéculateurs immobiliers. Il obligea le dessinateur Joaquín Muntañola Puig à cesser de dessiner les bandes dessinées Don Felipe qui paraissaient quotidiennement dans El Correo Catalán, au motif que le personnage chauve et de petite taille qui en était le héros portait le même prénom que lui.
Aux élections de 1954, il manœuvra en faveur des phalangistes locaux, qui y concouraient comme candidats du gouvernement, et au détriment des postulants de la Ligue catalane. Il appliqua une censure rigoureuse sur la presse, et intervint personnellement pour faire évacuer et fermer l’université de Barcelone en 1956. Toujours en 1956, puis encore en 1958, il ordonna une dure répression contre les mobilisations des travailleurs des industries automobiles, textiles et de biens d’équipement, ainsi que contre la seconde grève des transports publics de 1957 et contre le mouvement étudiant en général,. Il finit par avoir de fréquentes altercations avec le capitaine général (préfet militaire) de Catalogne, Juan Bautista Sánchez, de tendance monarchiste, qui déjà pendant la grève de 1951 avait préféré consigner dans leurs casernes les troupes dépêchées par Franco et éviter ainsi un affrontement violent.
Acedo Colunga mit en œuvre une politique coordonnée du logement, en luttant contre les bidonvilles. Il s’attela aussi à résoudre le problème scolaire et s’efforça de maintenir fonctionnel le mécanisme des approvisionnements. En 1952, il édicta une circulaire rendant obligatoire l’établissement d’un recensement des taudis et ordonnant l’évacuation de toute personne incapable de justifier d’un domicile autorisé ou de produire un contrat de travail. Le Service municipal de répression de la construction de nouveaux baraquements, mis sur pied en 1949 et dirigé par le sous-inspecteur de la Guàrdia Urbana Eduardo Fernández Ortega, retenait des familles entières pendant des mois dans le pavillon des Missions ou dans le stade de Montjuïc, en attendant qu’elles puissent rejoindre leur lieu de résidence d’origine.
Acedo Colunga eut à affronter certaines fractions de l’Église catalane qui avaient pris leurs distances vis-à-vis du régime franquiste, ainsi que les nouveaux mouvements catalanistes. Son prestige subit le contrecoup de l’affaire Galinsoga de 1959 (série d’échauffourées provoquées par des propos grossièrement insultants pour les Catalans qu’avait tenus Luis Martínez de Galinsoga, directeur de La Vanguardia). Il fut finalement limogé en 1960 pour son incapacité à combattre la réémergence du catalanisme sans heurter la sensibilité des régionalistes conservateurs qui appuyaient le régime. Un an après, il fut nommé inspecteur général du Corps juridique de l’armée de l’air.

## Distinctions
Acedo Colunga était récipiendaire des décorations suivantes : grand-croix de l’ordre du Mérite militaire (1943) ;  croix d’honneur de l’ordre de San Raimundo de Peñafort (1944) ; grand-croix de l’ordre du Mérite naval, avec insigne distinctif blanc (1944) ; grand-croix de l’ordre impérial du Joug et des Flèches (1952) ; grand-croix de l’ordre du Mérite civil (1957) ; grand-croix de l’ordre de Cisneros (1958) ; grand-croix de l’ordre d’Isabelle la Catholique (1961) ; et grand-croix du Mérite aéronautique, avec insigne distinctif blanc (1961). Il portait aussi le titre de Fils adoptif de Barcelone.

## Ouvrages d'Acedo Colunga
- El alma de la aviación española, Madrid & Barcelone, Espasa-Calpe, 1928, 213 p..
- José Calvo Sotelo : la verdad de una muerte, Barcelone, Editorial Ahr, coll. « La epopeya y sus héroes », 1957, 351 p..